# Regione integrata di sviluppo del Distrito Federal e intorno
La regione integrata di sviluppo del Distrito Federal e intorno (portoghese: Região Integrada de Desenvolvimento do Distrito Federal e Entorno) è una RIDE del Brasile.

## Lista dei membri della Regione integrata di sviluppo del Distrito Federal e intorno
|                                  | Area (km²) | Popolazione (2013) |
| -------------------------------- | ---------- | ------------------ |
| Distrito Federal                 | 5 801 937  | 2 789 761          |
|                                  | Area (km²) | Popolazione (2013) |
| Abadiânia (GO)                   | 1 044 159  | 17 326             |
| Água Fria de Goiás (GO)          | 2 029 406  | 5 395              |
| Águas Lindas de Goiás (GO)       | 191 198    | 177 890            |
| Alexânia (GO)                    | 847 891    | 25 468             |
| Cabeceiras (GO)                  | 1 127 601  | 7 717              |
| Cidade Ocidental (GO)            | 388 162    | 61 552             |
| Cocalzinho de Goiás (GO)         | 1 787 994  | 18 623             |
| Corumbá de Goiás (GO)            | 1 062 457  | 10 829             |
| Cristalina (GO)                  | 6 160 722  | 51 149             |
| Formosa (GO)                     | 5 806 891  | 108 503            |
| Luziânia (GO)                    | 3 961 536  | 188 181            |
| Mimoso de Goiás (GO)             | 1 386 910  | 2 730              |
| Novo Gama (GO)                   | 191 675    | 103 085            |
| Padre Bernardo (GO)              | 3 137 903  | 30 059             |
| Pirenópolis (GO)                 | 2 227 793  | 24 111             |
| Planaltina (GO)                  | 2 539 113  | 86 014             |
| Santo Antônio do Descoberto (GO) | 938 309    | 67 993             |
| Valparaíso de Goiás (GO)         | 60 111     | 146 694            |
| Vila Boa (GO)                    | 1 060 170  | 5 246              |
|                                  | Area (km²) | Popolazione (2013) |
| Buritis (MG)                     | 5 219 469  | 23 979             |
| Cabeceira Grande (MG)            | 1 025 991  | 6 774              |
| Unaí (MG)                        | 8 463 579  | 81 963             |
| TOTALE                           | 55 434 99  | 4 041 042          |